# Troglocimmerites
Troglocimmerites is een geslacht van kevers uit de familie van de loopkevers (Carabidae). De wetenschappelijke naam van het geslacht is voor het eerst geldig gepubliceerd in 1970 door Ljovuschkin.

## Soorten
Het geslacht Troglocimmerites omvat de volgende soorten:
- Troglocimmerites abashicus Belousov, 1998
- Troglocimmerites angulatus Belousov, 1998
- Troglocimmerites djanaschvilii Ljovuschkin, 1970
- Troglocimmerites imeretinus Dalzhanski et Ljovuschkin, 1985
- Troglocimmerites mingrelicus Belousov, 1998
- Troglocimmerites nakeralae Reitter, 1883
- Troglocimmerites oseticus Belousov, 1998
- Troglocimmerites pasquinii Vigna Taglianti, 1977
- Troglocimmerites pygmaeus Belousov, 1998
- Troglocimmerites suaneticus Reitter, 1877